# Catacumba de Ponciano

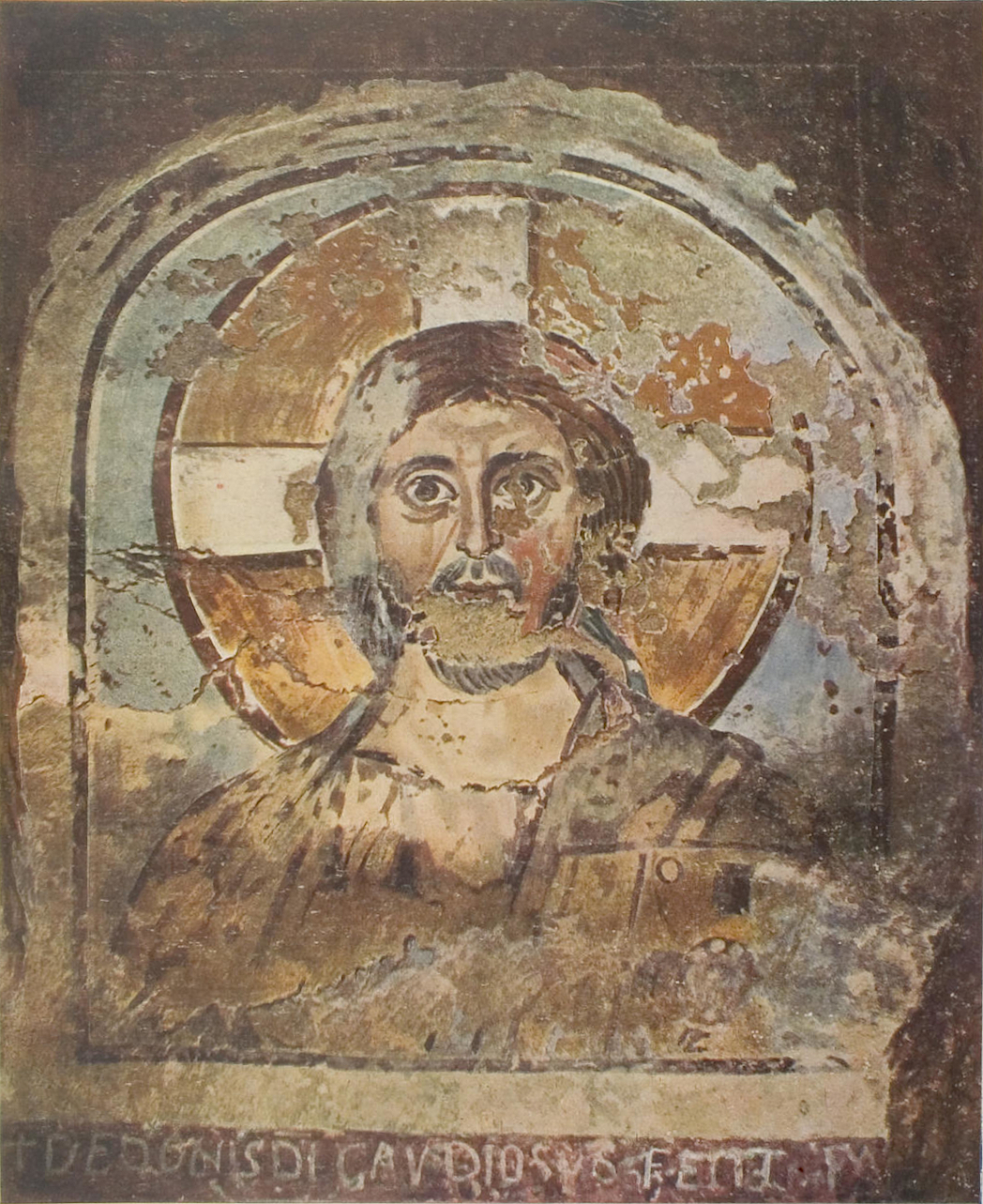
Um dos afrescos do Cristo Pantocrator na Catacumba de Ponciano.

Catacumba de Ponciano é uma catacumba romana localizada na segunda milha da Via Portuense, no interior da colina de Monteverde do Janículo, no moderno quartiere Gianicolense de Roma. O local atualmente fica na altura do número 55 da Via Alessandro Poerio.

## Topônimo
O nome desta catacumba deriva do proprietário do terreno no qual ele foi escavado, um certo Ponciano. Antonio Bosio, no século XVI, pensou que este Ponciano seria o mesmo que recebeu o papa Calisto I no Trastevere durante a perseguição de Alexandre Severo (r. 222-235).
Nas fontes antigas, a denominação completa desta catacumba é "Cemitério de Ponciano ad ursum pileatum na Via Portuense", ou seja, "Cemitério de Ponciano no urso com o barrete frígio", uma referência a um local específico ou a uma forma geológica qualquer que lembrava um urso com o famoso chapéu oriental.

## História
O cemitério se desenvolve em uma série de galerias hipogeias e numa vasta necrópole no nível da rua. Disto tudo resta hoje bem pouco, pois toda a área foi devastada no passado pelos corpisantari (caçadores de relíquias) e desabou em muitos pontos por causa da fragilidade do tufo: apenas um nível subterrâneo é visitável atualmente (do século III ou início do IV); das estruturas no nível da rua nâo restou nada e as poucas descobertas no início do século XX não foram identificadas. Trata-se, portanto, de uma catacumba que necessita ainda hoje de mais estudos e escavações com maior profundidade.
A catacumba foi utilizada até um período bem tardio: o Liber Pontificalis cita uma reforma realizada pelo papa Nicolau I na segunda metade do século IX. O complexo foi descoberto por Antonio Bosio, que a descreveu em sua "Roma Sotterranea" em 1618; Francesco Contini, seu colaborador, descobriu o chamado "Cubicolo del Navicellario". Uma segunda série de estudos e escavações mais aprofundadas foi realizada em 1883 por Mariano Armellini. Entre 1917 e 1923 foi descoberta a necrópole na superfície durante obras para construção de edifícios modernos.

## Mártires

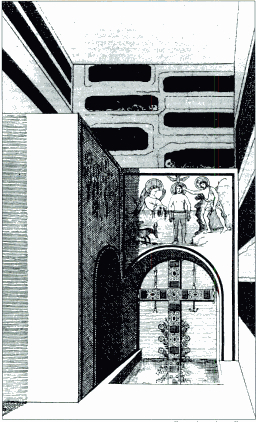
Interior da catacumba.

As fontes antigas atestam a presença de diversos mártires sepultados no local, tanto na superfície quanto no subsolo. O guia para peregrinos do século VII chamado [Notitia ecclesiarum urbis Romae]], descreve o percurso que os devotos deveriam seguir para passar por todas os túmulos dos mártires. A visita começava na igreja de Santa Cândida, cuja identificação ainda é incerta. Em seguida, o peregrino descia para a catacumba (em latim: antrum), onde estavam muitos mártires, entre os quais Pigmênio e Mílex, Vincenzo e Quirino (estes dois últimos de identificação incerta). Depois, o visitante saía para visitar o mausoléu do papa Santo Anastácio I (m. 401) e o sepulcro do mártir Polião. Na sequência estava a grande igreja dedicada aos mártires principais da Catacumba de Ponciano, Abdon e Sennen, construída pelo papa Dâmaso I no século IV e restaurada novamente no século IX. A visita terminava num segundo mausoléu, dedicado ao papa Santo Inocêncio I (m. 417), sucessor de Anastácio.

## Descrição
O local mais sugestivo e interessante da catacumba, único entre os cemitérios hipogeus romanos, é o chamado "batistério submerso", descoberto por Bosio e que remonta ao século VI-VII. Uma rampa dupla de escadas monumentais conduz a um ambiente de forma quase quadrada com paredes inteiramente decoradas e uma piscina de água natural. As paredes gessadas ocultaram lóculos mais antigos, sinal de que o recinto originalmente era uma capela funerária transformada mais tarde em batistério em memória dos mártires Abdon e Sennen.
Nas paredes do fundo estão afrescos do "Batismo de Cristo", com figuras de João Batista, do Espírito Santo no formato de uma pomba, de uma corça bebendo água e de um anjo. Abaixo está pintada uma cruz gemada da qual despontam rosas. Na parede da esquerda está pintada a "Coroação de Abdon e Sennen", com os dois mártires, com as mãos levantadas ao céu e flanqueados por Mílex e Vincenzo, recebem de Cristo a coroa do martírio. Na abóbada da escada que leva até a piscina estão afrescadas duas imagens do "Pantocrator" em estilo típico da arte bizantina.